# Poiana Mierlei, Prahova
Poiana Mierlei este un sat în comuna Drajna din județul Prahova, Muntenia, România.